# Groupe Gallo Breton de Rennes
Le Groupe Gallo Breton, créé en 1937, est un des plus vieux cercles de danse bretonne du pays Rennais. Il participe au championnat national de danse organisé par la confédération Kenleur et se produit en Bretagne et à l'étranger, en tant que représentant de la Haute Bretagne.

## Historique
En 1935, quelques personnes désireuses de promouvoir les danses de Haute Bretagne et d'entretenir les coutumes et traditions d'Ille-et-Vilaine se retrouvent autour de Simone Morand, jeune femme de 21 ans, originaire de Betton, passionnée de culture populaire, qui déjà sillonne la campagne recueillant les anciennes danses et musiques de ce terroir. Ils s'inscrivent dans la continuité des travaux sur la culture populaire et le folklore régional d'un Adolphe Orain, d'un Paul Sébillot, ou d'un Lucien Decombe, conservateur du Musée archéologique de Rennes de 1879 à 1905.
Simone et sa sœur Suzanne Morand, Yves Durand-Noël (fils du baryton de l'Opéra Yves Noël (baryton)), Cyrille Gibart et Pierre Quintin, fondent ainsi le Groupe Gallo-Breton de Rennes, dont les statuts ont été déposés le 26 novembre 1937. 
Cela en fait un des plus anciens groupes bretons encore existant aujourd'hui. La dénomination "gallo", terme usité depuis le XVe siècle, a été choisie et conservée pour montrer l'attachement à l'esprit et aux coutumes de Haute-Bretagne, région qui s'étend de Vitré à Saint-Brieuc, de Nantes à Saint-Malo, dont Rennes est le centre. Aux yeux des bretonnants, le gallo a longtemps été considéré avec suspicion, la langue gallo n'étant pas une langue celtique mais un des multiples dialectes de la langue d'oïl : « le pays Gallo, dénomination vaguement méprisante et que justifie l'abominable patois en usage dans le peuple des campagnes ».
Même si les premiers spectacles provoquent des réactions et des polémiques (« On osait parler patois !  On osait présenter des chants avec l'accent » ), ce groupe Gallo-Breton s'est vite ancré dans la vie culturelle rennaise, proposant dès 1937 des animations de danse avec une première reconstitution d'un costume typiquement rennais.
En 1938, le groupe s'étoffe d'un ensemble théâtral, créant une pièce intitulée Mon village chante et danse , évocation des mœurs et coutumes d'Ille-et-Vilaine, mêlant le théâtre, la danse et le chant. Une autre pièce  Mon village travaille  suivra dans le même esprit.
1939-1945, années sombres : loin d'arrêter ses activités, le groupe est très présent dans la vie municipale mettant son dévouement au service des œuvres de bienfaisance, il est membre du Secours National et est officiellement reconnu comme œuvre de guerre. Il continue les représentations de pièces dans cette période. Le groupe abandonne le théâtre en 1946 et se consacre exclusivement à la danse et au chant. Le réveil identitaire gallèse utilise ce duo musique/danse pour mettre en exergue cette culture populaire encore difficile à défendre, mis s'appuyant sur un répertoire assez riche en quantité et en qualité.
Simone Morand reste la présidente jusqu'en 1952, puis passe la main à Pierre Quintin qui va rester à la tête du groupe pendant 25 ans.
Durant ces 40 premières années, le groupe voyage tant en Bretagne comme à l'étranger, montrant la qualité et la diversité des danses traditionnelles du pays gallo et du bassin rennais en particulier.
Les enfants participent aux activités du groupe, et c'est en 1974 qu'est créée une section spécifique de danse.
L'année 1977 s'est terminée par une semaine de festivités pour célébrer son 40e anniversaire.
Des années 1970 à nos jours, le "GGB" ainsi souvent appelé par les habitués, a perpétué la volonté de conserver le patrimoine des danses d'Ille-et-Vilaine, de l'enseigner en formant de nouvelles générations de danseurs et de moniteurs, aujourd'hui présents et actifs dans plusieurs autres cercles de la région.
Depuis 2018, Le "Ggb de Rennes" a posé ses valises dans la commune de Saint-Aubin-du-Cormier et a pris le nom de "Ggb Le Grand Staobin".

## Dates clés
En 1979, les danseuses portent un nouveau costume, tenue d'été des laitières du pays de Rennes datant des années 1870.
1980, édition du "Petit Journal" puis édition du "Bagoul".
Participation régulière aux Européades : 1981 à Martigny (Suisse), 1982 à Gijón (Espagne), 1983 à Vienne (Autriche), 1984, 1991, 1998 à Rennes, 1999 à Bayreuth (Allemagne), 2005 Quimper, 2012 à Padoue (Italie), etc..
1997, plusieurs évènements importants ponctuent la soixantième année d'existence :
- Reconstitution d'un nouveau costume homme, celui d'un riche paysan rennais des années 1830 ;
- Création d'une exposition sur le vêtement du pays rennais de 1820 à 1870, s'accompagnant du tournage de vidéocassettes : « L'esprit Gallo-Breton » et « Le costume en pays rennais 1820-1870 » ;
- Semaine de festivités pour la célébration du 60e anniversaire.

2002 sortie d'un CD intitulé « Chants et Musiques à danser du pays rennais » avec le groupe de musiciens Les chiens d'Noces.

## Participations à la culture bretonne
Le Groupe Gallo Breton de Rennes est actuellement :
- membre de la Confédération Kendalc'h et de la fédération Kendalc'h Ille-et-Vilaine (devenue Kenleur) ;
- membre de Skeudenn Bro Roazhon ;
- adhérent à l'office du tourisme de la ville de Rennes ;
- membre de l'ADDM 35.

## Biographie
- Luc Charles Dominique et Yves Defrance, L'ethnomusicologie de la France, De "l'ancienne civilisation paysanne" à la globalisation : Université de Nice-Sophia-Antipolis - Actes du Colloque l'Ethnomusicologie en France - novembre 2006, éditions L'Harmattan, 2009.
- Musique bretonne : histoire des sonneurs de tradition, Le Chasse-Marée/ArMen, 1996, 511 p., p. 470.
- Yann Bouëssel du Bourg, La Bretagne, Éditions d'Organisation, 1982, 697 p., p. 281-282.
- Simone Morand, Anthologie de la chanson de Haute Bretagne : Penthièvre, Pays Malouin, Pays de Rennes et d'Outre-Ille, Redon, Brière, Pays de Nantes, Éditions Maisonneuve et Larose, 1976, 279 p., p. 13.
- Charles Le Goffic, L'âme bretonne, Éditions Honoré Champion, 1902, p. 4.